# 基幹放送局提供事業者
基幹放送局提供事業者（きかんほうそうきょくていきょうじぎょうしゃ）は、放送用設備を認定基幹放送事業者の基幹放送のために使用させる事業者である。

## 定義
放送法第2条第24号に「電波法の規定により基幹放送局の免許を受けた者であつて、当該基幹放送局の無線設備及びその他の電気通信設備のうち総務省令で定めるものの総体を認定基幹放送事業者の基幹放送の業務の用に供するもの」と定義している。
促音の表記は原文ママ
これは2011年（平成23年）6月30日に施行された放送法の全面改正の際に定義されたものである。

## 概要
従前の受託放送事業者に相当するものであり、基幹放送局を保有するが放送事業者ではないものの放送法第5章第3節による規制を受ける。また、委託放送業務が規定されていなかった移動受信用地上基幹放送以外の地上波による基幹放送である地上基幹放送においても基幹放送局提供事業者が認定基幹放送事業者から受託して実施できることとなった。（自ら地上基幹放送局を保有して地上基幹放送を行うには、地上基幹放送局の免許を取得して特定地上基幹放送事業者にならねばならない。）
基幹放送局提供事業者が保有しなければならない放送設備は、定義にある総務省令すなわち放送法施行規則第3条の各号に
1. 基幹放送局設備を地上基幹放送の業務又は移動受信用地上基幹放送の業務の用に供する場合　番組送出設備（中継回線設備を含む。）の全部又は一部（基幹放送局提供事業者が電波法の規定により受けた基幹放送局の免許に係る基幹放送の業務に用いられる電気通信設備である場合に限る。）
2. 基幹放送局設備を衛星基幹放送の業務の用に供する場合　地球局設備（基幹放送局提供事業者が電波法 の規定により受けた基幹放送局の免許に係る基幹放送の業務に用いられる電気通信設備である場合に限る。）

と規定している。
基幹放送は影響力の大きいメディアであり、少数の者に複数の基幹放送局提供事業者が支配されることが無いようマスメディア集中排除原則により出資は規制される。 また、外国人により支配されることのないように外資規制もされる。

## 特定基地局の開設計画
電波法第27条の12では特定基地局を「陸上に開設する移動しない無線局であつて、次の各号のいずれかに掲げる事項を確保するために、同一の者により相当数開設されることが必要であるもののうち、電波の公平かつ能率的な利用を確保するためその円滑な開設を図ることが必要であると認められるもの」と規定し、同条第2号には「移動受信用地上基幹放送に係る放送対象地域（放送法第91条第2項第2号に規定する放送対象地域をいう。）における当該移動受信用地上基幹放送の受信」がある。
つまり、移動受信用地上基幹放送の基幹放送局提供事業者は地上基幹放送局の開設にあたり、携帯電話事業の電気通信事業者と同様に特定基地局の開設計画を策定し、実施しなければならない。
促音の表記は原文ママ

## 沿革
- 2010年（平成22年）
  - 4月23日 - 移動受信用地上放送の受託放送事業者は、特定基地局の開設計画の策定を要するもの[注 1]とされた。
  - 9月9日 - 株式会社マルチメディア放送による全国放送の特定基地局の開設計画が認定された[2]。
- 2011年（平成23年）
  - 2月16日 - 株式会社ジャパン・モバイルキャスティング[注 2]（以下「Jモバ」）が株式会社マルチメディア放送[注 3]から特定基地局開設計画を承継[3]。
  - 6月30日 - 従前の特別衛星放送、移動受信用地上放送の受託放送事業者の計3社は、平成22年法律第65号による放送法改正附則第8条第6号により基幹放送局提供事業者とみなされた。特別衛星放送の受託放送事業者は、電気通信事業法の適用を受けていたが、これが除外された。
    - 特別衛星放送→衛星基幹放送
      - 放送衛星システム（BS）
      - スカパーJSAT（CS）

    - 移動受信用地上放送→移動受信用地上基幹放送
      - Jモバ

  - 7月20日 - 株式会社茨城放送の関連会社である株式会社IBSへの茨城放送の中波放送の地上基幹放送局の免許人の地位が承継され、IBSが基幹放送局提供事業者、茨城放送は認定基幹放送事業者となった[4]。地上基幹放送については初の事例であった。
- 2012年（平成24年）4月1日 - Jモバの東京局（東京スカイツリー）など12局がマルチメディア放送開始。愛称はNOTTV[5]。
- 2014年（平成26年）
  - 7月15日 - 株式会社VIPによる6広域圏と北海道の特定基地局開設計画が認定された[6]。
  - 12月15日 - Jモバがテレビジョン放送を実施する為の特定基地局開設計画変更が認定された[7]。法令上マルチメディア放送とテレビジョン放送は異なるもの[8]とされ、新たにテレビジョン放送もするには特定基地局の目的や事業の収支見通し等の変更を要する。
- 2015年（平成27年）4月1日 - Jモバが全国一斉にテレビジョン放送開始。愛称はNOTTVパック[9]。
- 2016年（平成28年）
  - 3月1日 - VIPが関東・甲信越広域圏、近畿広域圏、九州・沖縄広域圏でマルチメディア放送開始[10]。愛称はi-dio、地方公共団体向けに災害情報伝達システムV-ALERT[11]の普及も図るものとしている。
  - 6月1日 - IBSが茨城放送に吸収合併され免許人の地位は茨城放送が承継[12]。地上基幹放送から基幹放送局提供事業者が消滅。
  - 6月30日 - Jモバが事業終了[13]。
  - 7月1日
    - VIPが東海・北陸広域圏でマルチメディア放送開始[14]。
    - Jモバが親会社のmmbiに吸収合併、認定基幹放送事業者であったmmbiも親会社のNTTドコモに吸収合併[15]。
- 2018年（平成30年）
  - 5月1日 - VIPが東北広域圏でマルチメディア放送開始[16]。
  - 6月26日 - VIPが中国・四国広域圏でマルチメディア放送開始[17]。
- 2019年（平成31年）4月1日 - VIPが北海道でマルチメディア放送開始[18]。
- 2020年（令和2年）3月31日 - VIPがi-dio業務終了[19]。V-ALERT業務（加古川市（近畿広域圏）・焼津市（東海・北陸広域圏）・喜多方市（東北広域圏）で実施）のみ継続。
- 2021年（令和3年）3月 - VIPが静岡局を廃止[20]。焼津市のV-ALERT業務終了。
- 2022年（令和4年）
  - 4月 - 加古川局廃止[20]。加古川市のV-ALERT業務終了。
  - 12月 - 喜多方局廃止[20]。喜多方市のV-ALERT業務終了。移動受信用地上基幹放送から基幹放送局提供事業者が消滅。